# Les Brulais
Les Brulais es una localidad y comuna francesa en la región administrativa de Bretaña, en el departamento de Ille y Vilaine y distrito de Rennes.

## Historia
La comuna independiente de Brulais se creó en 1790 al separarse de Comblessac.

## Demografía
| 356 | 389 | 382 | 362 | 387 | 400 |
| Para los censos de 1962 a 1999 la población legal corresponde a la población sin duplicidades (Fuente: INSEE [Consultar]) |     |     |     |     |     |